# Euphamos
Euphamos (altgriechisch Εὐφάμοϛ) war ein gegen 500 v. Chr. in Athen tätiger griechischer Töpfer. Von ihm hat sich eine signierte Schale erhalten, die sich heute im Archäologischen Nationalmuseum in Athen (Inv.-Nr. Akr 1302) befindet.
In der älteren Literatur wird ihm, aufgrund einer falschen Lesung der dortigen Signatur, noch ein weiteres Werk zugewiesen, das sich heute im Museum August Kestner in Hannover (Inv.-Nr. 1893,7) befindet und in der Werkstatt eines Töpfers mit dem Namen Euthamos hergestellt wurde.